# Nudo de pescador

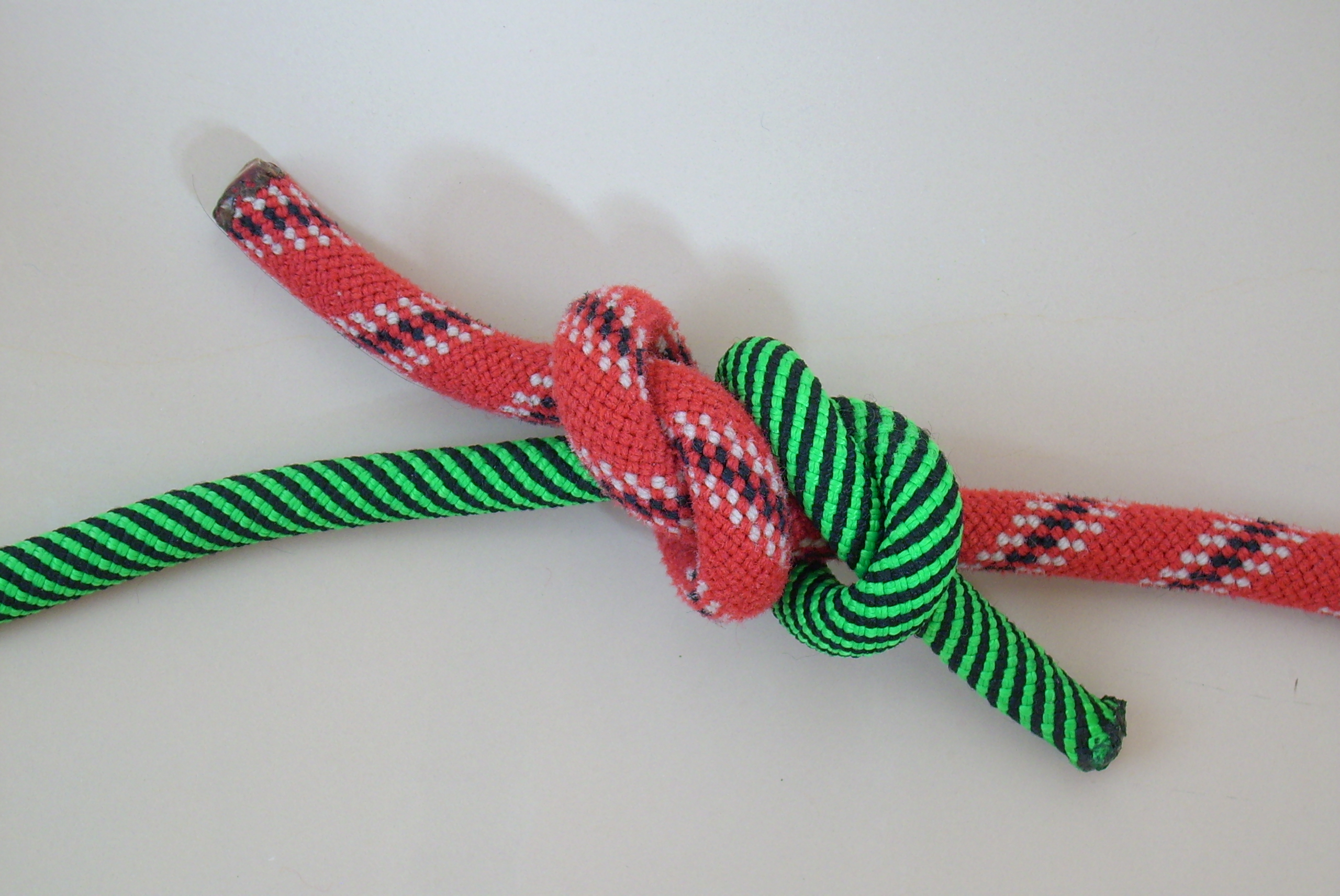
Nudo pescador.

El nudo de pescador, nudo inglés o nudo halibut, es un nudo para unir dos sogas o tanzas de pesca. Posee una estructura simétrica que consiste en dos nudos simples, cada uno atado a la parte central del otro. 
Aunque el nudo pescador está asociado con la pesca, puede deslizarse cuando se ata en monofilamento de nailon y otras líneas resbaladizas. Sin embargo, si se busca más capacidad de retención, los nudos simples pueden hacerse con más giros, como el nudo pescador doble, y así sucesivamente. 
Este nudo es compacto, atascado cuando se aprieta y los extremos pueden recortarse muy cerca del nudo. También puede hacerse fácilmente con las manos frías o mojadas. Aunque estas propiedades están bien adaptadas a la pesca, hay otros nudos que proporcionan un rendimiento superior.